# Gustavo Sotelo
Gustavo Sotelo (Assunção, Paraguai: 16 de março de 1968) é um ex-futebolista paraguaio.

## Carreira
Por clubes jogou no Paraguai, Uruguai, Brasil e Chile. E  para o time nacional de futebol do Paraguai na Copa América do Equador de 1993 e Uruguai de 1995.